# Старий Вітошин
Старий Вітошин (пол. Stary Witoszyn) — село в Польщі, у гміні Фабянки Влоцлавського повіту Куявсько-Поморського воєводства.
Населення — 110 осіб (2011).
У 1975-1998 роках село належало до Влоцлавського воєводства.

## Демографія
Демографічна структура станом на 31 березня 2011 року:
|          | Загалом | Допрацездатний вік | Працездатний вік | Постпрацездатний вік |
| -------- | ------- | ------------------ | ---------------- | -------------------- |
| Чоловіки | 51      | 15                 | 32               | 4                    |
| Жінки    | 59      | 14                 | 36               | 9                    |
| Разом    | 110     | 29                 | 68               | 13                   |